# カール・フリードリヒ (ホーエンツォレルン＝ジグマリンゲン侯)
カール・フリードリヒ（Karl Friedrich von Hohenzollern-Sigmaringen, 1724年1月9日 - 1785年12月20日）は、ドイツの小諸侯。ホーエンツォレルン＝ジグマリンゲン侯、ハイガーロッホ及びヴェーアシュタインの領主。

## 生涯
ホーエンツォレルン＝ジグマリンゲン侯ヨーゼフと、その最初の妻でエッティンゲン＝シュピールベルク侯フランツ・アルブレヒトの娘であるマリー・フランツィスカ（1703年 - 1737年）の間に生まれた。ジグマリンゲンとミュンヘンで基礎教育を受けたのち、フライブルク、ゲッティンゲン、インゴルシュタットの諸大学で学業を修めた。1746年ジグマリンゲンに戻るが、すぐに美術教育を目的とするグランドツアーに出発し、ドイツ・オーストリア・イタリア諸国を旅行し、現地の数多くの宮廷をも訪れた。
旅行の最後に、カール・フリードリヒはオランダに住む親戚の城館を訪ねた。彼はそこで未来の花嫁を見出した。1749年3月2日、彼はカイル城で叔父のベルク伯フランツ・ヴィルヘルムの娘ヨハンナと結婚した。2人の結婚は愛情深い家庭を築き上げたのみならず、政治的見地からも有益な結果をもたらした。ヨハンナはベルク＝スへーレンベルク伯領の女子相続者だったのである。結婚後、カール・フリードリヒは実家のジグマンリンゲン侯領よりも、義父のオランダの所領に滞在することの方が多かった。
七年戦争ではオーストリアのマリア・テレジア側で参戦し、プロイセン軍と戦った。1763年までシュヴァーベン帝国クライス軍の軽騎兵連隊に所属した。この連隊はフリードリヒ・ヴィルヘルム・フォン・ザイトリッツ率いるプロイセン軍騎兵隊との戦闘に何度も投入された。軍人として業績を一切残さなかったものの、彼は自領の経済発展に尽力したことを評価されている。神聖ローマ帝国の世襲財務官、シュヴァーベン帝国クライスの陸軍中将の肩書を保有した。また、狩猟に情熱を注いだことでも知られる。
妻ヨハンナとの間に12人の子があったが、うち9人は幼くして亡くなり、3人だけが成育した。
- アントン・アロイス（1762年 - 1831年） - ホーエンツォレルン＝ジグマリンゲン侯
- ヨハンナ・フランツィスカ（1765年 - 1790年） - 1781年ザルム＝キルブルク侯フリードリヒ3世と結婚
- マリア・クレセンティア（1766年 - 1844年） - 1807年フランツ・クサーヴァー・フィッシュラー・フォン・トロイベルク伯爵と結婚